# دونك مونرو
دونك مونرو هو لاعب هوكي الجليد كندي، ولد في 19 يناير 1901 في Moray ‏ في المملكة المتحدة، وتوفي في 3 يناير 1958 في مونتريال في كندا.

## وصلات خارجية
- دونك مونرو على موقع دوري الهوكي الوطني (الإنجليزية)
- دونك مونرو على موقع قاعة مشاهير الهوكي (لاعب أن.إتش.أل) (الإنجليزية)
- دونك مونرو على موقع EliteProspects.com (الإنجليزية)
- دونك مونرو على موقع Eurohockey.com (الإنجليزية)
- دونك مونرو على موقع HockeyDB.com (الإنجليزية)
- دونك مونرو على موقع Hockey-Reference.com (الإنجليزية)
- دونك مونرو على موقع اللجنة الأولمبية الدولية (الإنجليزية)
- دونك مونرو على موقع أوليمبيديا (الإنجليزية)